# Království Hidžázu a Nadždu
Království Hidžázu a Nadždu byla reálná unie rozkládající se na území dnešní Saúdské Arábie, jejíž je přímým předchůdcem. Hlavní město byl Rijád.

## Dějiny

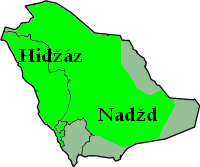
Hidžáz a Nadžd

Do první světové války byl sultanát Nadžd vazalem Osmanské říše, ale roce 1914 se sultanát získal na Osmanské říši nezávislost a v roce 1917 se přiklonil na stranu Britů. Ti sice podporovali hidžázkého krále Husajna Al-Hášimího z rodu Hášimovců, ale i tak Ibn Saúdův stát v roce 1921 uznali. Ten v roce 1925 dobyl území Hidžázu, přijal titul krále Hidžázu a nechal se korunovat ve Velké mešitě v Mekce. O rok později změnil titul sultána Nadždu na krále a nadále se nazýval se králem Hidžázu a Nadždu, čímž vznikla personální a posléze důsledkem místních podmínek i reálná unie Hidžázu a Nadždu. Roku 1932 připojil Ibn Saúd z rodu Saúdovců ke svému království ještě území Al-Hasa, Qatif a knížectví Asír (kde ponechal u vlády místního knížete jako vazalského panovníka), čímž vzniklo království Saúdská Arábie.

## Vlajky

Vlajka Nadždu v letech 1926–1932
Vlajka Hidžázu v letech 1926–1932